# 欧克西堡
欧克西堡（法語：Auxi-le-Château，法語發音：[oksi lə ʃɑto]）是法国上法蘭西大區加来海峡省的一个市镇，属于阿拉斯区。

## 地理
欧克西堡（50°13'50"N, 2°6'53"E）面积27.08 平方千米，位于法国上法蘭西大區加来海峡省，该省份为法国北部沿海省份，西北濒北海，南至索姆省，东临北部省。
与欧克西堡接壤的市镇（或旧市镇、城区）包括：沃村、迈济库尔、讷莱索克西、勒蓬谢勒、博瓦尔瓦旺、维朗库尔、贝尔纳特尔、耶尔蒙、迈松蓬蒂厄、讷伊勒迪安、比尔欧布瓦。

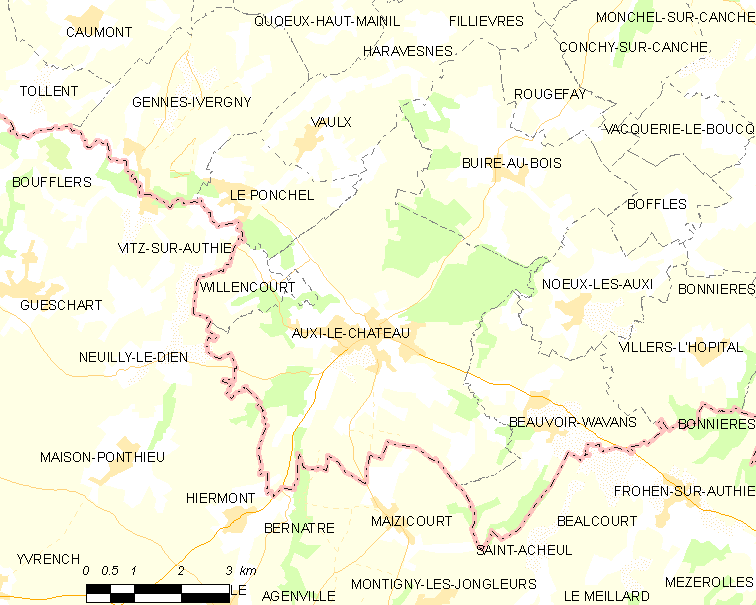
欧克西堡的OSM定位图

欧克西堡的时区为UTC+01:00、UTC+02:00（夏令时）。

## 行政
欧克西堡的邮政编码为62390，INSEE市镇编码为62060。

## 政治
欧克西堡所属的省级选区为欧克西堡县。

## 人口

1962-2008年间欧克西堡人口变化图示

欧克西堡于2022年1月1日时的人口数量为2549人。